# 博根巴赫河
48°54′19.02″N 12°41′17.32″E / 48.9052833°N 12.6881444°E

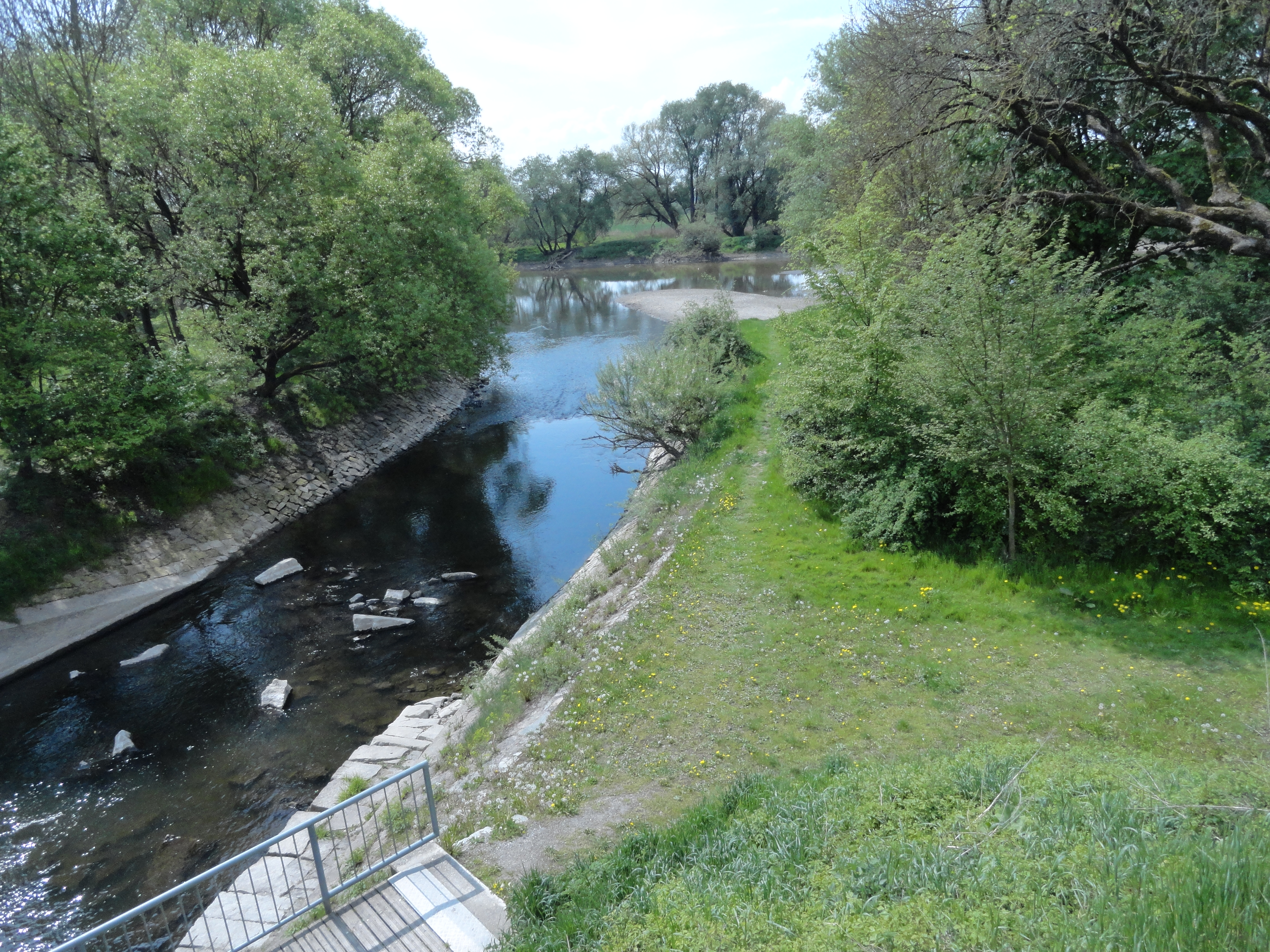
博根巴赫河

博根巴赫河（德語：Bogenbach），是德國的河流，位於該國東南部，由巴伐利亞負責管轄，屬於多瑙河的左支流，河道全長27公里，流域面積108.7平方公里，河口處在博根附近。